# Baramajhiya
Baramajhiya (nep. बरमाझिया) – gaun wikas samiti w środkowej części Nepalu w strefie Dźanakpur w dystrykcie Dhanusa. Według nepalskiego spisu powszechnego z 2011 roku liczył on 1172 gospodarstwa domowe i 6338 mieszkańców (3211 kobiet i 3127 mężczyzn).